# Cyrtoptyx latipes
Cyrtoptyx latipes Rondani, 1874, è un insetto della famiglia degli Pteromalidi (Hymenoptera: Chalcidoidea) parassitoide della mosca dell'olivo.

## Distribuzione
La specie è probabilmente originaria di un areale che si estende dal Mar Egeo all'India. La sua presenza è citata in Europa (Spagna, Grecia, Italia, Cipro, Croazia e ex-Iugoslavia), in Africa (Libia, Egitto, Eritrea), in Asia (Turchia, Siria, Libano, Caucaso, Pakistan, India, Cina).

## Morfologia
L'insetto ha un corpo lungo 3-5 mm (più breve nel maschio, più lungo nella femmina). I colori sono variabili secondo le descrizioni fatte da diversi Autori (Masi, Russo, Viggiani), ma in generale predomina il nero, con tonalità più scure nel capo e nel torace e più chiare nell'addome. I riflessi tendono all'azzurro nel torace, talvolta verdastri, al violaceo nell'addome, con tonalità verdi-dorate alla base.
Il capo è largo, con antenne composte da 13 articoli, subcilindrici, differenti nel maschio e nella femmina. Il maschio ha due anelli e il funicolo composto da 6 articoli, la femmina ha tre anelli e funicolo di 5 articoli. La clava è corta, lunga quanto i due articoli terminali del funicolo presi insieme, e leggermente più ingrossata rispetto al funicolo. Le antenne hanno un colore giallo-bruno.
Il torace reca una scultura finemente reticolata, con notauli incompleti che arrivano alla metà del mesoscuto. Pronoto ben evidente e scutello convesso e arrotondato posteriormente. Le ali sono ialine, con vena marginale più breve della submarginale. La vena postmarginale è lunga circa 4/5 della marginale e la stigmale è ancora più breve.
L'addome è sessile, nella femmina ha una forma affusolata ed è lungo quanto il capo e torace nell'insieme, nel maschio è lungo quanto il torace e stretto (circa 2/3 del torace).

## Biologia
Il Cyrtoptyx è un ectoparassita polifago di cui si conosce da molto tempo la sua attività sulle larve di Bactrocera oleae, grazie alle ricerche di Silvestri, Martelli e Masi nei primi decenni del XX secolo.
La femmina paralizza la larva della mosca e depone nella mina un uovo da cui sguscia dopo due giorni la larva del parassitoide. Questa si accolla al fitofago e si nutre fino a condurla alla morte, lasciandone le spoglie nerastre. Il ciclo completo di sviluppo fino all'impupamento dura circa 10 giorni e lo sfarfallamento circa una settimana dopo l'impupamento. In media una generazione ha la durata di circa 3 settimane in estate e di un mese all'inizio dell'autunno. In Italia compie 2-3 generazioni a spese della mosca secondo la latitudine. 
Il ruolo attribuito al Cyrtoptyx nella zoocenosi antagonista della B. oleae è controverso: secondo Silvestri sarebbe il principale parassitoide in alcune località, secondo altri autori (Bua, Viggiani, Russo) è da ritenersi invece poco frequente se non raro. Questi dati apparentemente contraddittori sarebbero dovuti ad osservazioni condotte in località con differenti biocenosi e in annate differenti, da cui deriverebbe una maggiore o minore presenza dello Pteromalide in relazione alla disponibilità di altri ospiti secondari su cui completare il ciclo.
La polifagìa dello Pteromalide è nota già dagli anni venti: ad esempio il Masi, nel 1922, cita l'associazione del Cyrtoptyx a galle prodotte dal Lepidottero Coleophora stephanii sull'Atriplex halimus in Calabria. Un quadro complessivo degli ospiti secondari del parassitoide è rimasto tuttavia sconosciuto fino agli anni settanta-ottanta. Attualmente la letteratura cita fra gli ospiti del C. lapites anche alcuni Coleotteri Curculionidi, due lepidotteri e, come iperparassita un Calcidoide Eulofide, parassitoide minore della mosca.
| Ordine      | Famiglia      | Specie                | Nome comune      | Pianta associata |
| ----------- | ------------- | --------------------- | ---------------- | ---------------- |
| Coleoptera  | Curculionidae | Hypolixus truncatulus | Punteruolo       |                  |
| Coleoptera  | Curculionidae | Pachytychius hordei   | Punteruolo       |                  |
| Diptera     | Tephritidae   | Bactrocera oleae      | Mosca dell'olivo | Olivo            |
| Hymenoptera | Eulophidae    | Teleopterus erxia     |                  |                  |
| Lepidoptera | Coleophoridae | Coleophora stephanii  |                  | Atriplex halimus |
| Lepidoptera | Tortricidae   | Cydia sinana          |                  |                  |